# Salamander (videojuego)
Salamander (沙羅曼蛇 Saramanda?) es un matamarcianos desarrollado y producido por Konami. Fue lanzado en 1986, como un spin-off del videojuego Gradius. Salamander introdujo una versión simplificada de su sistema de armas, modo cooperativo de dos jugadores, más armamento y niveles de scroll vertical. Varias de estas adiciones se implementarían posteriormente en la saga Gradius. Salamander tuvo una sola secuela, en 1996 denominada Salamander 2.

## El juego

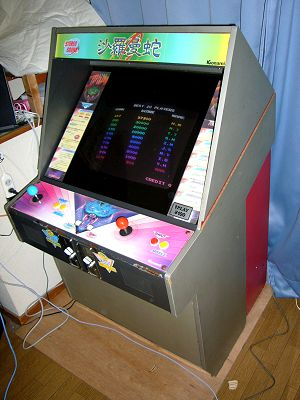
Cabina de Salamander.

El primer jugador controla la nave Vic Viper, mientras que el segundo jugador toma los controles de una nueva nave, Lord British. Los jugadores deben abrirse camino entre hordas de enemigos, ya sea en avance horizontal o vertical, y acabar con el malvado Zelos, responsable de la barbarie.
Tras morir, los jugadores resucitan en el mismo lugar de su muerte, en lugar de un punto de chequeo como en la saga Gradius. No hay continuaciones en el modo 1 jugador, pero, se reciben 2 en el modo multijugador.

### Sistema de armas
El jugador consigue mejoras recolectando ítems, al estilo de la saga Gradius, cuyo efecto es acumulativo excepto en el caso del láser.
Las mejoras son:
- Speed Up (velocidad): Hace a la nave ir más rápido.
- Missiles (misiles): Al disparar, la nave lanza misiles hacia arriba y hacia abajo, que avanzan hacia la derecha hasta chocar con algún enemigo. En los niveles de avance vertical, un tercer tipo de misil cae debajo de la nave, para aquellos enemigos que están en el suelo.
- Ripple Laser (láser ondulante): Cambia el disparo normal por unos láser anillo, que aumentan de diámetro conforme avanzan por pantalla.
- Plutonic Laser (láser plutónico): Cambia el disparo normal por un largo láser, capaz de atravesar a diversos enemigos en línea recta.
- Option (opciones): Son esferas que imitan el movimiento de la nave, disparando la misma munición que ella. Las opciones son inmortales. Se puede tener un máximo de 4, aunque si juegas a dos jugadores, debes compartir esas 4 opciones.
- Force Field (campo de fuerza): Crea un escudo frente a la nave. Desaparece tras 11 colisiones con enemigos, disparos o terreno.

El única arma que puede resistir a la destrucción de la nave son las opciones. Al morir, flotan por el espacio por un breve período, antes de desaparecer. Si con tu nueva nave logras recogerlas, las recuperarás.

### Niveles
Está dividido en 6 niveles, que alternan el avance horizontal (niveles 1, 3, y 5) y vertical (niveles 2, 4, y 6): 
- Stage 1: Bionic Germ. Un nivel de células que se convertiría en clásico tanto en Salamander como en la saga Gradius. Tendrás que abrirte paso a través de gérmenes, colmillos y paredes de células, mientras una amplia variedad de enemigos te ataca. El jefe es Golem un monstruo en forma de cerebro que se hizo clásico, con dos brazos acabados en garras y de un solo ojo. Intentará alcanzarte con sus brazos mientras disparan.
- Stage 2: Meteorite Space. Primer nivel vertical, desarrollándose en espacio abierto, con meteoritos y demás. El jefe es Cruiser Tetran, un robot de 4 brazos que se convertiría en un clásico de ambas sagas. Girará los brazos mientras te disparan, y tendrás que lograr destruir su núcleo, al puro estilo Gradius.
- Stage 3: Burning Chaos. Un nivel dentro de una estrella, lleno de fuego por arriba y por abajo. Feroces llamas y pájaros fénix te atacarán, siendo un nivel de lo más peligroso. Al final te espera Fire Dragon, un dragón de fuego que te perseguirá por la pantalla lanzando llamaradas.
- Stage 4: Volcano. Primer nivel del Gradius, pero adaptado a un avance vertical. Te atacarán los clásicos enemigos de dicha saga, aparte de tener que abrirte paso entre la tierra y demás. El jefe es Barrier, una puerta blindada con 3 núcleos, que disparan esferas azules que rebotan. La sala también tiene torretas, siendo complicado salir con vida de esta parte.
- Stage 5: Asteroid Hell. Una lluvia de meteoritos con gran cantidad de enemigos. Al final te encontrarás con Death Mk 1, una nave que lanzará esferas azules, así como otros enemigos.
- Stage 6: Fortress Zone. Último nivel del juego, en avance vertical. Hacia el final tendrás que destruir tres Big Cores, salidos del Gradius, aunque huirán pasado un rato. Poco después te encontrarás con Zelos Force, jefe final del juego. Es una esfera roja sin protección, pero que debe ser destruida rápidamente para no perder ninguna vida. Si no logras derrotarlo a tiempo, volverás al primer nivel del juego para volver a intentarlo.

## Ports

### Nintendo Entertainment System
Se realizó un port de Salamander para Nintendo Entertainment System en 1987. En lugar de ser un port directo, se tomaron algunos elementos de Life Force, así como se quitaron algunos niveles o jefes para hacer espacio para nuevos contenidos. Sin embargo, en general, se usan más los elementos de Salamander que los de Life Force. En América, se recibió el mismo port, pero con la clásica barra de armas, y denominado Life Force. Todos estos ports usan el Código Konami, que en este caso aumenta las vidas de 3 a 30.

### MSX
El port de MSX es significativamente diferente al original y a otros ports. Se añade una introducción gráfica con los pilotos humanos de cada nave, así como los nombres de cada nivel. Los niveles son notablemente mayores que en el arcade original, y se fuerza al jugador a reiniciar de un punto de chequeo, como en Gradius. Tras el segundo nivel, el jugador puede elegir el orden de los tres últimos niveles. Además, el jugador puede coleccionar cápsulas "E" destruyendo enemigos concretos. Recolectar 15 de éstas aumentará eternamente una de las armas.
La versión MSX era la única plataforma de 8 bits en la que se incluía la opción de 2 jugadores cooperativamente. Ambos podían combinarse en ciertos momentos del juego aumentando su capacidad destructiva, utilizando armas especiales. El jugador 1 hace de piloto y el 2 de artillero, lo que lo convierte en una obra maestra de singularidad insigne dada la época en la que se realizó el cartucho.
Si se disponía del cartucho RC571, también denominado Nemesis 2 insertado en el slot 2 de cualquier MSX además se podía disfrutar de una fase adicional, corredor de Latis, lo que lo convertía en magnífico. También, solo de este modo el jugador podía obtener el final bueno, y salvar realmente el planeta. En caso contrario, la operación fracasaba.

### Ordenadores personales
Ocean Software lanzó versiones oficiales de Salamander para Spectrum, Commodore 64 y Amstrad CPC en 1988.

### PlayStation y Sega Saturn
Se realizó una recopilación para Sega Saturn y PlayStation en 1997, que incluía Salamander, Life Force y Salamander 2, respetando el arcade original. Las únicas diferencias eran las del modo de opciones, la introducción y la posibilidad de guardar las puntuaciones por medio de una Memory Card (PlayStation) o memoria interna (Sega Saturn). Esta recopilación no salió de Japón.

### Teléfonos móviles
Salamander fue lanzado para teléfonos móviles en 2004.

### PlayStation Portable
Se realizó otra recopilación titulada Salamander Portable para PSP en 2007, que incluía Salamander, Life Force y Salamander 2, así como Gradius 2 de MSX y Xexex, otro juego arcade similar de Konami. Esta recopilación no ha salido de Japón.

### PC Engine
En 1991 Salamander fue lanzado para PC Engine, en donde, al igual que la arcade, parte desde el punto de control fijo hasta la muerte en partidas de un solo jugador, animaciones de enemigos más rápidas y música mejorada. A pesar de que el juego original no salió de Japón, en PC Engine Mini hace el efecto contrario, dejando el modelo original sin dicho juego, mientras que los modelos Turbografx y CoreGrafx lo incluyen.

### Consola Virtual de Wii, 3DS y Wii U
Las versiones de NES, MSX y PCE de Salamander fueron lanzadas para la Consola Virtual de Wii, Nintendo 3DS y Wii U.

### PlayStation Network
La versión de Salamander para PC Engine fue lanzada para la PlayStation Network japonesa el 21 de julio de 2010 pudiéndose jugar en PlayStation 3 o PSP.

### Windows
En el servicio de descargas i-revo, se publicaron las versiones de NES, MSX y PC Engine de Salamander.

### PlayStation 4
La versión recreativa de Salamander fue lanzada para la PlayStation 4, que fue publicado por Hámster Corporation en 27 de noviembre de 2015 en Japón.

### iOS
El 20 de diciembre de 2010 se publicó en la App Store una aplicación llamada "PC Engine Game Box" que servía como portal de descarga de clásicos de PC Engine. Entre los títulos que permitía descargar por un precio estaba la versión de Salamander de PC Engine.

### PlayStation 5, Nintendo Switch y Xbox Series X y Series S
Salamander fue incluía a Gradius Origins el 7 de agosto de 2025.

## Life Force
Salamander fue editado en dos versiones diferentes, una para Norteamérica y otra para Japón. La versión norteamericana tomó el nombre de Life Force. Dicha versión es similar, aparte de que todo lo mecánico del juego ha sido sustituido por algo orgánico. En 1987, Konami relanzó el juego en Japón bajo el título americano Life Force. Esta versión se diferenció aún más, añadiendo la barra de armas de Gradius.

## Anime
Una OVA fue lanzada en Japón en 1988, basada en el juego. Noriko Hidaka dio voz a la protagonista Stephanie.

## Banda sonora
- Apollon Music lanzó una edición limitada de la banda sonora de este juego (Original Sound of Salamander - BY-5020) en el 16/12/1986.
- King Records lanzó una edición limitada de la banda sonora de este juego (Salamander - Again: Konami Kukeiha Club - KICA-7601) en el 25/05/1992.
- Sony Music Entertainment lanzó una edición limitada de la banda sonora de este juego (Salamander Arcade Soundtrack - KOLA-030) en el 09/04/2003.

## Curiosidades
- En el tomo 7 del manga Famicom Funji (al cierre de este capítulo del manga), Comboy y sus amigos se enfrentan en el último encuentro contra Mr. Shadow, se puede ver a Lord British, Intruder y Brain Golem de Salamander en medio de la lucha.